# 深澤陽一
深澤 陽一（ふかざわ よういち、1976年（昭和51年）6月21日 - ）は、日本の政治家。自由民主党所属の衆議院議員（3期）、自由民主党国土建設関係団体委員長兼国土交通部会長代理。
静岡市議会議員（2期）、静岡県議会議員（3期）、厚生労働大臣政務官、外務大臣政務官を歴任。

## 来歴
静岡市清水区興津生まれ。清水市立興津小学校、清水市立興津中学校、静岡県立清水東高等学校、信州大学工学部生産システム工学科卒業。
原田昇左右、原田令嗣の秘書を経て、2005年静岡市議会議員選挙に立候補し当選。2009年に再選。2011年、静岡県議会議員選挙に立候補し当選。2015年・2019年の同選挙にも当選。
2019年12月19日、自由民主党衆議院議員の望月義夫が死去したことにより、自民党衆議院静岡県第4区支部長が欠員となり、深澤は公募を経て2020年1月20日に同支部長に選任された。2月21日に県議を辞職し、自民党は2月28日、衆議院静岡4区補欠選挙における、党公認候補として深澤の擁立を発表した。連立与党の公明党も3月12日に深澤の推薦を決定した。4月26日の投開票の結果、元東京都議会議員の田中健ら3候補を破り初当選した。4月27日、静岡県選挙管理委員会から当選人の告示がされ、同日衆議院議員に就任した。同月30日、宏池会（岸田派）に入会。9月15日には、有隣会（谷垣グループ）に加入し、事実上の掛け持ちとなった。
2021年10月31日の第49回衆議院議員総選挙で再選。
2024年9月12日、自民党総裁選挙が告示され、旧岸田派からは林芳正と上川陽子の2人が立候補した。深澤は上川の推薦人に名を連ねた。投票日前日の9月26日22時半頃、産経新聞は、麻生太郎が1回目の投票から高市早苗を支援するよう自派閥の議員に指示を出したとスクープした。9月27日朝、岸田文雄首相は高市が決選投票に残る可能性が高いと踏み、「決選は高市氏以外。党員票が多い方に投じてほしい」と旧岸田派のメンバーに一気に指示を下ろした。高市は1回目の議員投票で、報道各社の事前調査での30～40票を大きく上回る72票を獲得した。党員数と合わせた得票数は1位だったが、決選投票で石破茂に敗れた。深澤は1回目の投票では上川に投じ、決選投票については、中日新聞の取材に対し、投票先を公表しなかった。
10月27日に執行された第50回衆議院議員総選挙では前回の選挙で破った田中健に2,647票差で敗れたが、重複立候補していた比例東海ブロックで3番目の惜敗率で復活し3選を果たした。同年11月15日、自由民主党国土建設関係団体委員長兼国土交通部会長代理に就任。

## 人物・政策

### 統一教会との関係
- 2022年7月から8月にかけて、共同通信社は、全国会議員712人を対象に、統一教会との関わりを尋ねるアンケートを実施。8月31日に各議員の回答の全文を公表した。岸田文雄首相は8月8日の自民党臨時役員会で、統一教会をめぐり「政治家の責任で関係をそれぞれ点検し、適正に見直してもらいたい」と述べ、党所属国会議員全員に通達するよう指示[16]しながらも、自身はアンケートに答えることを拒否した[注 1]。深澤もアンケートに答えることを拒否した[21][22]。
- 2022年10月20日、朝日新聞のスクープにより、教団の関連団体の「世界平和連合」と「平和大使協議会」が2021年の衆院選と2022年の参院選の際、数十人の自民党議員に対し「推薦確認書」を提示し、署名を求めていたことが明らかとされた[23]。こうした政策への賛同のほか、「『基本理念セミナー』への参加」を求めた[23]。「推薦確認書」という文書名は同じだが、議員によって示された政策の項目が違うものもあった[23]。提示された議員によると、平和連合側は文書を公表しないことを約束したという[23]。推薦確認書は下記の5つの項目から成り、事実上の「政策協定」であった[23][24]。

政策協定とは、団体や組織が立候補者を支持する見返りに、立候補者はその団体や組織が掲げる政策に賛同するという双方が見返りを求める内容の協定である。そしてその立候補者が当選した際には、議会等でその団体や組織の政策を主張するというものであり、選挙に勝つために一般的に行われているものである。ただし政策協定は立候補者は当選する為の支持が欲しい為、支持する団体や組織の立場が強くなりがちであることが問題となると言われる。
- 同年11月、朝日新聞社は全国会議員を対象に推薦確認書のやり取りをたずねるアンケートを実施した[26]。当該アンケートにより、深澤、山田賢司、大串正樹、斎藤洋明の4人が推薦確認書に署名したことを認めた[27]。衆院選の際、深澤は推薦確認書に署名した[28]。盛山正仁も推薦確認書に署名していた[29]。

### その他
- 2021年1月30日、深澤ら自民党国会議員有志50人は、47都道府県議会議長のうち同党所属の約40人に、選択的夫婦別姓の導入に賛同する意見書を採択しないよう求める文書を郵送した。地方議員や市民団体は、地方議会の独立性を脅かす行為だとして深澤らを批判した[30][31][32][33][34]。
- 2022年7月4日に公開された国会議員の資産等補充報告書によると、深澤が「大臣規範」で在任中の自粛を求められている不動産取引を行っていたことがわかった[35]。深沢の事務所などによると、深沢は2021年11月に政務官に就任後、翌月28日に静岡市清水区にある土地（約90平方メートル）と平屋建ての建物（床面積約57平方メートル）を計約1000万円で所有者から購入した[35]。この建物は地元事務所として2016年から賃借していた[35]。
- 2023年より静岡硬式野球倶楽部の部長を務めている[36]。

## 選挙歴
| 当落 | 選挙                     | 執行日         | 年齢 | 選挙区             | 政党       | 得票数    | 得票率 | 定数 | 得票順位 /候補者数 | 政党内比例順位 /政党当選者数 |
| ---- | ------------------------ | -------------- | ---- | ------------------ | ---------- | --------- | ------ | ---- | ------------------ | ---------------------------- |
| 当   | 2005年静岡市議会議員選挙 | 2005年3月27日  | 28   | 第3区選挙区        | 無所属     | 6906票    | ーー   | 18   | 2/32               | /                            |
| 当   | 2009年静岡市議会議員選挙 | 2004年3月29日  | 32   | 清水区選挙区       | 自由民主党 | 7171票    | ーー   | 19   | 1/25               | /                            |
| 当   | 2011年静岡県議会議員選挙 | 2011年4月10日  | 34   | 静岡市清水区選挙区 | 自由民主党 | 3万3860票 | ーー   | 4    | 1/5                | /                            |
| 当   | 2015年静岡県議会議員選挙 | 2015年4月12日  | 38   | 静岡市清水区選挙区 | 自由民主党 | 3万1456票 | ーー   | 4    | 1/5                | /                            |
| 当   | 2019年静岡県議会議員選挙 | 2019年4月7日   | 42   | 静岡市清水区選挙区 | 自由民主党 | 3万1532票 | ーー   | 4    | 1/5                | /                            |
| 当   | 第48回衆議院議員補欠選挙 | 2020年4月26日  | 43   | 静岡県第4区        | 自由民主党 | 6万6881票 | 61.31% | 1    | 1/4                | /                            |
| 当   | 第49回衆議院議員総選挙   | 2021年10月31日 | 45   | 静岡県第4区        | 自由民主党 | 8万4154票 | 53.30% | 1    | 1/3                | /                            |
| 比当 | 第50回衆議院議員総選挙   | 2024年10月27日 | 48   | 静岡県第4区        | 自由民主党 | 7万9801票 | 49.18% | 1    | 2/2                | 2/7                          |